# Centro para el estudio de Canadá del honorable John G. Diefenbaker
El centro para el estudio de Canadá del honorable John G. Diefenbaker, popularmente conocido como el Centro Diefenbaker de Canadá, es un Museo ubicado en Saskatoon, Canadá. El museo hace honor al decimotercer primer ministro canadiense John George Diefenbaker.
Tras su elección como Rector de la Universidad de Saskatchewan en 1969, Diefenbaker se acercó a la Universidad con la oportunidad de donar sus bienes a la institución, con la condición de que se construyera un museo con archivos para albergar y exhibir sus productos. La Universidad acepta la donación de Diefenbaker. La construcción comenzó en el Centro, que abrió sus puertas el 12 de junio de 1980.
El Museo del Centro contiene una exposición permanente sobre la vida y carrera de Diefenbaker. Una parte del museo está reservada para exposiciones itinerantes relacionadas con sus intereses profesionales.
El Centro Diefenbaker de Canadá contiene archivos y documentos personales y profesionales de Diefenbaker, fotografías y material audiovisual, incluyendo los papeles de primer ministro. Los papeles de Diefenbaker, y los de RB Bennett, son los papeles ministeriales que se encuentran alojados en la Biblioteca y Archivos de Canadá.